# Жи Гин Лам
Жи Гин Лам (кит. 林志堅; 4 июня 1991, Гамбург) — немецкий футболист китайского происхождения, защитник клуба «Китчи».

## Биография
Отец Лама, Лам Кам Фат, эмигрировал в Гамбург в 1980-х годах из Гонконга. Здесь он женился на немке, стал шеф-поваром и владельцем одного из ресторанов. У Лама есть три сестры. В ранние годы он часто ездил в Гонконг с семьей на летние каникулы и играл там в футбол со взрослыми игроками.
Лам начал свою профессиональную карьеру в «Гамбурге» в 2005 году, в 2010 году он уже стал основным игроком резервной команды, где развивался при тренере Родольфо Кардозо. В сезоне 2011/12, после увольнения главного тренера первой команды, Кардозо назначили и. о. главного тренера, как раз в этот период Лам и дебютировал в Бундеслиге 23 сентября 2011 года в матче против «Штутгарта», решение выпустить его оказалось правильным, поскольку Лам хорошо сыграл и получили отличные оценки за этот матч.
5 июня 2014 года Лам перешёл в «Гройтер Фюрт».